# Єнбекші (Алакольський район)
Єнбекші́ (каз. Еңбекші) — село у складі Алакольського району Жетисуської області Казахстану. Адміністративний центр і єдиний населений пункт Єнбекшинського сільського округу.
У радянські часи село мало назву Енбекші.
Населення — 1249 осіб (2021; 1465 у 2009, 1783 у 1999, 1956 у 1989).